# Guiyu (ville)
Guiyu (chinois : 贵屿 ; pinyin : Gùiyǔ) est un bourg chinois situé sur la côte de la mer de Chine méridionale. Guiyu est connue pour sa décharge d'équipements électriques et électroniques.

## Déchets électroniques
Guiyu est la plus grande décharge de déchets d'équipements électriques et électroniques sur terre et a fait pour la première fois l'objet d'une étude en décembre 2001 par le Basel Action Network dans leur rapport et leur film documentaire Exporting Harm.
La pollution de la décharge fait que 80 % des enfants de Guiyu ont des taux dangereux de plomb dans leur sang.
Le bourg est devenu un laboratoire pour les toxicologues. Ici, 52 km2 servent de décharge à plusieurs dizaines de tonnes de déchets. Le plus grand cimetière électronique du monde. Selon la revue américaine Environnemental Science and Technology, le taux de plomb et de cuivre autour de Guiyu est 300 fois plus élevé que dans les autres bourgades situées à une dizaine de kilomètres. Les ouvriers qui travaillent dans la décharge souffrent de problèmes neurologiques, respiratoires ou digestifs. La plupart d'entre eux sont atteints de saturnisme. L'eau n'est plus potable et doit être importée par camion.
On peut voir employer, dans les ateliers de recyclage, des méthodes sommaires. Les ouvriers brulent au briquet les plastiques, afin de distinguer les différents types de plastique. D'autres baignent à l'acide les cartes mères pour récupérer l'or qu'elles contiennent ; les acides sont ensuite simplement rejetées à la rivière.
Durant les années 2010, la situation environnementale s'est améliorée, avec moins de dépôts de déchets sur la voie publique ou dans les rivières, avec l’industrialisation du secteur de la récupération et du recyclage dans la ville. Cette évolution de la situation environnementale de la ville a été davantage mis en évidence lors de l'interdiction par le gouvernement chinois d'importer en Chine différents types de déchets étrangers.
Le gouvernement chinois adopte en 2018 une réglementation stricte, interdisant l’importation de déchets électroniques.